# Vladimir Tributs
Vladimir Filippovitj Tributs (ryska Владимир Филиппович Трибуц), född 15 juli 1900 i Sankt Petersburg, död 1977, var en sovjetisk militär och amiral (1943). Han förde befäl över den sovjetiska Östersjöflottan mellan 1939 och 1947.